# Synové Ívaldiho

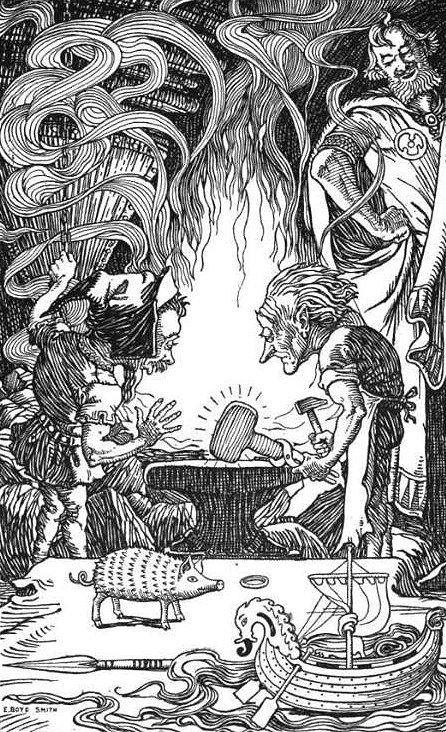
"Třetí dar - obrovské kladivo ", dole jsou zobrazeny předešlé dary (Elmere Boyd Smith, 1902).

Synové Ívaldiho jsou skupinou trpaslíků (též temných elfů) v severské mytologii, kteří vytvořili mnoho obdivuhodných předmětů. Vytvořili Freyovu loď Skídbladni, Ódinův oštěp Gungni nebo zlaté vlasy bohyně Sif, protože o její vlastní ji připravil lstivý bůh Loki.
Přesný původ pojmenování "Synové Ívaldiho" zůstává zatím neznámý, stejně jako jejich počet. Na další z několika mála zmíněk o nich můžeme narazit např. v příběhu o sázce Lokiho s trpaslíkem Brokkem. (Viz Brokk či Loki.)